# 추사 김정희 친필 조기복 묘표
추사 김정희 친필 조기복 묘표는 대한민국 경기도 파주시 광탄면 용미리에 있는 묘표이다. 2019년 8월 30일 파주시의 향토문화유산 제34호로 지정되었다.

## 지정 사유
추사 김정희 친필 조기복 묘표는 조선시대를 대표하는 서예가 추사 김정희가 직접 쓴 예서체로 새긴 묘표와 비석을 적은 경위가 그대로 남아있다는 점에서 향토문화재로서의 가치가 인정된다.